# روابط ژاپن و روسیه
روابط ژاپن و روسیه (انگلیسی: Japan–Russia relations) دارای تاریخچه پیچیده‌ای از روابط هستند که به دلیل تعدادی از اختلافات ارضی حل نشده همچنان تیره است. دو کشور هرگز معاهده صلحی برای پایان رسمی جنگ جهانی دوم امضا نکرده‌اند، زیرا روسیه تا پس از بمباران اتمی هیروشیما و ناکازاکی به اعلام جنگ مشترک علیه ژاپن نپرداخته‌است.
موضوع اصلی اختلاف ژاپن و روسیه بر سر حق حاکمیت جزایر کوریل جنوبی است که ژاپن آن را سرزمین‌های شمالی می‌نامد. روسیه پس از پایان جنگ جهانی دوم این جزایر را تصرف کرد و از آن زمان تاکنون کنترل آنها را حفظ کرده‌است، در حالی که ژاپن ادعا می‌کند که جزایر غیرقانونی گرفته شده‌اند و بیش از ۷۰ سال است که به‌طور غیرقانونی اشغال شده‌اند.
در سال‌های اخیر، ژاپن و روسیه علاقه‌مند به بهبود روابط خود به‌ویژه در زمینه همکاری‌های اقتصادی بوده‌اند. دو کشور برای افزایش مبادلات گردشگران و بازرگانان تلاش کرده‌اند و تعدادی توافقنامه اقتصادی امضا کرده‌اند. ژاپن همچنین به منابع طبیعی فراوان روسیه، به ویژه در بخش نفت و گاز علاقه‌مند است.
علیرغم این همکاری اقتصادی، مناقشه ارضی بین دو کشور همچنان مانع مهمی بر سر راه روابط نزدیکتر است. تلاش‌های دیپلماتیک برای حل این مناقشه انجام شده‌است و هر دو طرف تمایل خود را برای مذاکره نشان داده‌اند، اما هنوز راه‌حلی به دست نیامده است. در نتیجه، روابط بین ژاپن و روسیه محافظت شده و پیچیده باقی می‌ماند.

## تاریخچه
در قرن شانزدهم، ژاپن و روسیه روابط تجاری محدودی را از طریق واسطه‌ها حفظ کردند، اما تماس‌های مستقیم کم بود. اکتشاف روسیه در دریای سیبری شرقی و اقیانوس آرام منجر به برخوردهای پراکنده با بازرگانان دریایی ژاپنی شد، اما هیچ مأموریت دیپلماتیک یا تماس سیاسی قابل توجهی وجود نداشت.
در قرن هفدهم، شوگونات ژاپن سیاست انزوا، محدود کردن تجارت خارجی و تماس با کشورهای همسایه و ممنوعیت مسیحیت را به اجرا گذاشت. بازرگانان و کاشفان روسی از این محدودیت‌ها مستثنی نبودند و برخوردها نادر و بیشتر خصمانه شد.
در قرن هجدهم، روسیه شروع به گسترش قلمروهای خود به سمت اقیانوس آرام کرد و شهرک‌های دائمی در کامچاتکا و آلاسکا ایجاد کرد. مقامات ژاپنی این موضوع را یک تهدید تلقی کردند و با تقویت دفاع ساحلی خود و ممانعت از ورود کشتی‌های روسی به آب‌های ژاپن واکنش نشان دادند.
با وجود این تنش‌ها، تلاش‌هایی برای دیپلماسی صورت گرفت، مانند مأموریت‌های ناموفق واسیلی گولوونین در سال‌های ۱۸۱۱–۱۸۱۳ و نیکولای رضانوف در سال ۱۸۰۴. با این حال، دو کشور تا اواسط قرن نوزدهم تا حد زیادی از یکدیگر جدا ماندند.